# Saturnia Acicastello 2023-2024
Questa voce raccoglie le informazioni riguardanti la Saturnia Acicastello nelle competizioni ufficiali della stagione 2023-2024.

## Stagione
Nella stagione 2023-24 la Saturnia Acicastello assume la denominazione sponsorizzata di Farmitalia Catania.
Partecipa per la prima volta alla Superlega grazie all'acquisto del titolo sportivo dalla Callipo: chiude la regular season di Superlega 2023-2024 al dodicesimo e ultimo posto, retrocedendo in Serie A2.

## Organigramma societario
Area direttiva
- Presidente: Luigi Pulvirenti
- Presidente onorario: Nello Greco
- Vicepresidente: Natale Costanzo, Santino Scirè
- Consigliere: Gaetano Caserta, Mauro Nicosia, Piero D'Angelo
- Direttore tecnico: Daniele Caniglia
- Team manager: Cesare Gradi
- Direttore generale: Enzo Pulvirenti
- Dirigente: Enzo Barbera, Renato Incontro, Giulio Malizia, Gaetano Messina, Fabrizio Patané, Giuseppe Petino
- Responsabile logistica: Maurizio Rao

Area tecnica
- Allenatore: Waldo Kantor (fino al 9 ottobre 2023), Cézar Douglas (dal 10 ottobre 2023 fino al 2 gennaio 2024), Giuseppe Bua (dal 2 gennaio 2024)
- Allenatore in seconda: Giuseppe Bua (fino al 2 gennaio 2024), Mauro Puleo (dal 2 gennaio 2024)
- Assistente allenatore: Mauro Lo Deserto
- Scout man: Emanuele Messina

Area comunicazione
- Ufficio comunicazione: Mariangela Di Stefano, Lorenzo Scaccia
- Social media manager: Gaia Bonfiglio
- Responsabile eventi: Carlotta Panarello, Stefania Sesto
- Fotografo: Mimmo Lazzarino

Area marketing
- Ufficio marketing: Lorenzo Scaccia, Andrea Lodato

Area sanitaria
- Medico: Ignazio Bellanuova
- Coordinatore staff medico: Carlo Sciacchitano
- Preparatore atletico: Daniele De Ceglia
- Fisioterapista: Gaetano Caluccio, Martina Caluccio
- Nutrizionista: Andrea Barchitta
- Ortopedico: Michele Salemi
- Radiolo: Walter Di Mauro

## Rosa
| N° | Nome                  | Ruolo | Data di nascita   | Nazionalità sportiva |
| -- | --------------------- | ----- | ----------------- | -------------------- |
| 1  | Luka Bašić            | S     | 29 gennaio 1995   | Francia              |
| 2  | Francesco Pierri      | L     | 14 settembre 1999 | Italia               |
| 3  | Domenico Cavaccini    | L     | 13 marzo 1987     | Italia               |
| 4  | Enrico Zappoli        | S     | 12 maggio 1995    | Brasile              |
| 5  | Santiago Orduna       | P     | 31 agosto 1983    | Italia               |
| 6  | Jacopo Massari        | S     | 2 giugno 1988     | Italia               |
| 7  | Alessandro Tondo      | C     | 18 agosto 1991    | Italia               |
| 8  | Nemanja Mašulović     | C     | 5 ottobre 1995    | Serbia               |
| 10 | Cristian Frumuselu    | C     | 7 giugno 1997     | Italia               |
| 11 | Andrea Baldi          | O     | 4 dicembre 2000   | Italia               |
| 14 | Mohammad Manavinezhad | S     | 27 novembre 1995  | Iran                 |
| 15 | Elia Bossi            | C     | 15 agosto 1994    | Italia               |
| 17 | Paul Buchegger        | O     | 4 marzo 1996      | Austria              |
| 18 | Luigi Randazzo        | S     | 30 aprile 1994    | Italia               |
| 44 | Filippo Santambrogio  | P     | 13 maggio 1999    | Italia               |

## Mercato
| Acquisti                               | Acquisti              | Acquisti            | Acquisti   |
| R.                                     | Nome                  | da                  | Modalità   |
| -------------------------------------- | --------------------- | ------------------- | ---------- |
| O                                      | Andrea Baldi          | Olimpia Bergamo     | definitivo |
| S                                      | Luka Bašić            | You Energy          | definitivo |
| C                                      | Elia Bossi            | Modena              | definitivo |
| O                                      | Paul Buchegger        | Callipo             | definitivo |
| L                                      | Domenico Cavaccini    | Callipo             | definitivo |
| S                                      | Mohammad Manavinezhad | Jakarta Bhayangkara | definitivo |
| C                                      | Nemanja Mašulović     | ACH Volley          | definitivo |
| P                                      | Santiago Orduna       | Callipo             | definitivo |
| L                                      | Francesco Pierri      | Prisma Taranto      | definitivo |
| S                                      | Luigi Randazzo        | Al-Ahly             | definitivo |
| P                                      | Filippo Santambrogio  | Tricolore           | definitivo |
| C                                      | Alessandro Tondo      | Callipo             | definitivo |
| Trasferimenti nel corso della stagione |                       |                     |            |
| S                                      | Jacopo Massari        | Hebăr               | definitivo |

| Cessioni | Cessioni          | Cessioni            | Cessioni   |
| R.       | Nome              | a                   | Modalità   |
| -------- | ----------------- | ------------------- | ---------- |
| S        | Roberto Battaglia | ?                   | definitivo |
| O        | Nicolò Casaro     | Macerata            | definitivo |
| S        | Piervito Disabato | Folgore Massa       | definitivo |
| P        | Marco Fabroni     | Sarroch             | definitivo |
| P        | Andrea Fichera    | Universal Catania   | definitivo |
| C        | Rok Jerončič      | Pineto              | definitivo |
| L        | Matteo Maccarone  | Letojanni           | definitivo |
| S        | Alberto Nicotra   | Rinascita Lagonegro | definitivo |
| C        | Antonio Smiriglia | Aquila Bronte       | definitivo |
| O        | Fatijon Tasholli  | Borgo Sansepolcro   | definitivo |
| L        | Giuseppe Zito     | ?                   | definitivo |

## Risultati

### Superlega

#### Girone di andata
| 1ª giornata - 22 ottobre 2023 PalaEvangelisti, Perugia           | Sir Safety Perugia   | 3 - 0 | Saturnia Acicastello | 25-15, 25-18, 25-22               |
| 2ª giornata - 29 ottobre 2023 PalaCatania, Catania               | Saturnia Acicastello | 3 - 1 | Cisterna             | 22-25, 26-24, 26-24, 25-14        |
| 3ª giornata - 5 novembre 2023 PalaBanca, Piacenza                | You Energy           | 3 - 0 | Saturnia Acicastello | 25-17, 33-31, 25-17               |
| 4ª giornata - 12 novembre 2023 PalaCatania, Catania              | Saturnia Acicastello | 1 - 3 | Verona               | 23-25, 22-25, 27-25, 16-25        |
| 5ª giornata - 15 novembre 2023 PalaCivitanova, Civitanova Marche | Lube                 | 3 - 0 | Saturnia Acicastello | 25-22, 25-19, 25-16               |
| 6ª giornata - 19 novembre 2023 PalaCatania, Catania              | Saturnia Acicastello | 1 - 3 | Powervolley Milano   | 25-20, 22-25, 22-25, 21-25        |
| 7ª giornata - 26 novembre 2023 PalaTrento, Trento                | Trentino             | 3 - 0 | Saturnia Acicastello | 25-15, 25-17, 25-18               |
| 8ª giornata - 3 dicembre 2023 PalaSanLazzaro, Padova             | Padova               | 3 - 1 | Saturnia Acicastello | 25-18, 18-25, 25-19, 25-18        |
| 9ª giornata - 10 dicembre 2023 PalaCatania, Catania              | Saturnia Acicastello | 1 - 3 | Milano               | 16-25, 25-22, 12-25, 18-25        |
| 10ª giornata - 16 dicembre 2023 PalaCatania, Catania             | Saturnia Acicastello | 2 - 3 | Modena               | 25-22, 18-25, 25-19, 20-25, 13-15 |
| 11ª giornata - 26 dicembre 2023 PalaMazzola, Taranto             | Prisma Taranto       | 3 - 1 | Saturnia Acicastello | 25-19, 25-23, 17-25, 25-23        |

#### Girone di ritorno
| 12ª giornata - 30 dicembre 2023 PalaCatania, Catania                     | Saturnia Acicastello | 0 - 3 | Sir Safety Perugia   | 20-25, 24-26, 19-25               |
| 13ª giornata - 7 gennaio 2024 Palazzetto dello Sport, Cisterna di Latina | Cisterna             | 3 - 1 | Saturnia Acicastello | 25-21, 25-18, 22-25, 25-22        |
| 14ª giornata - 14 gennaio 2024 PalaCatania, Catania                      | Saturnia Acicastello | 1 - 3 | You Energy           | 21-25, 25-23, 17-25, 23-25        |
| 15ª giornata - 21 gennaio 2024 PalaOlimpia, Verona                       | Verona               | 3 - 1 | Saturnia Acicastello | 25-22, 25-15, 19-25, 25-21        |
| 16ª giornata - 24 gennaio 2024 PalaCatania, Catania                      | Saturnia Acicastello | 2 - 3 | Lube                 | 25-13, 14-25, 28-26, 15-25, 10-15 |
| 17ª giornata - 3 febbraio 2024 Palalido, Milano                          | Powervolley Milano   | 3 - 0 | Saturnia Acicastello | 26-24, 25-19, 25-17               |
| 18ª giornata - 10 febbraio 2024 PalaCatania, Catania                     | Saturnia Acicastello | 0 - 3 | Trentino             | 15-25, 20-25, 17-25               |
| 19ª giornata - 14 febbraio 2024 PalaCatania, Catania                     | Saturnia Acicastello | 2 - 3 | Padova               | 23-25, 25-21, 20-25, 25-19, 11-15 |
| 20ª giornata - 17 febbraio 2024 Arena di Monza, Monza                    | Milano               | 3 - 0 | Saturnia Acicastello | 25-17, 25-19, 25-17               |
| 21ª giornata - 25 febbraio 2024 PalaPanini, Modena                       | Modena               | 3 - 1 | Saturnia Acicastello | 20-25, 25-22, 25-15, 25-12        |
| 22ª giornata - 3 marzo 2024 PalaCatania, Catania                         | Saturnia Acicastello | 3 - 1 | Prisma Taranto       | 25-18, 25-20, 24-26, 25-21        |

## Statistiche

### Statistiche di squadra
| Competizione | Punti | In casa | In casa | In casa | In trasferta | In trasferta | In trasferta | Totale | Totale | Totale |
| Competizione | Punti | G       | V       | P       | G            | V            | P            | G      | V      | P      |
| ------------ | ----- | ------- | ------- | ------- | ------------ | ------------ | ------------ | ------ | ------ | ------ |
| Superlega    | 9     | 11      | 2       | 9       | 11           | 0            | 11           | 22     | 2      | 20     |
| Totale       | -     | 11      | 2       | 9       | 11           | 0            | 11           | 22     | 2      | 20     |

G = partite giocate; V = partite vinte; P = partite perse

### Statistiche dei giocatori
| Giocatore       | Superlega | Superlega | Superlega | Superlega | Superlega | Totale | Totale | Totale | Totale | Totale |
| Giocatore       | P         | PT        | AV        | MV        | BV        | P      | PT     | AV     | MV     | BV     |
| --------------- | --------- | --------- | --------- | --------- | --------- | ------ | ------ | ------ | ------ | ------ |
| A. Baldi        | 20        | 4         | 2         | 0         | 2         | 20     | 4      | 2      | 0      | 2      |
| L. Bašić        | 22        | 121       | 110       | 6         | 5         | 22     | 121    | 110    | 6      | 5      |
| E. Bossi        | 17        | 36        | 26        | 9         | 1         | 17     | 36     | 26     | 9      | 1      |
| P. Buchegger    | 22        | 407       | 364       | 20        | 23        | 22     | 407    | 364    | 20     | 23     |
| D. Cavaccini    | 20        | 1         | 0         | 1         | 0         | 20     | 1      | 0      | 1      | 0      |
| C. Frumuselu    | 11        | 1         | 1         | 0         | 0         | 11     | 1      | 1      | 0      | 0      |
| E. Zappoli      | 16        | 13        | 9         | 3         | 1         | 16     | 13     | 9      | 3      | 1      |
| M. Manavinezhad | 4         | 21        | 19        | 1         | 1         | 4      | 21     | 19     | 1      | 1      |
| J. Massari      | 15        | 148       | 126       | 6         | 16        | 15     | 148    | 126    | 6      | 16     |
| N. Mašulović    | 22        | 138       | 102       | 32        | 4         | 22     | 138    | 102    | 32     | 4      |
| S. Orduna       | 20        | 18        | 11        | 6         | 1         | 20     | 18     | 11     | 6      | 1      |
| F. Pierri       | 4         | 0         | 0         | 0         | 0         | 4      | 0      | 0      | 0      | 0      |
| L. Randazzo     | 19        | 226       | 200       | 14        | 12        | 19     | 226    | 200    | 14     | 12     |
| F. Santambrogio | 8         | 3         | 2         | 1         | 0         | 8      | 3      | 2      | 1      | 0      |
| A. Tondo        | 20        | 69        | 43        | 11        | 15        | 20     | 69     | 43     | 11     | 15     |

P = presenze; PT = punti totali; AV = attacchi vincenti; MV = muri vincenti; BV = battute vincenti